# Albárium

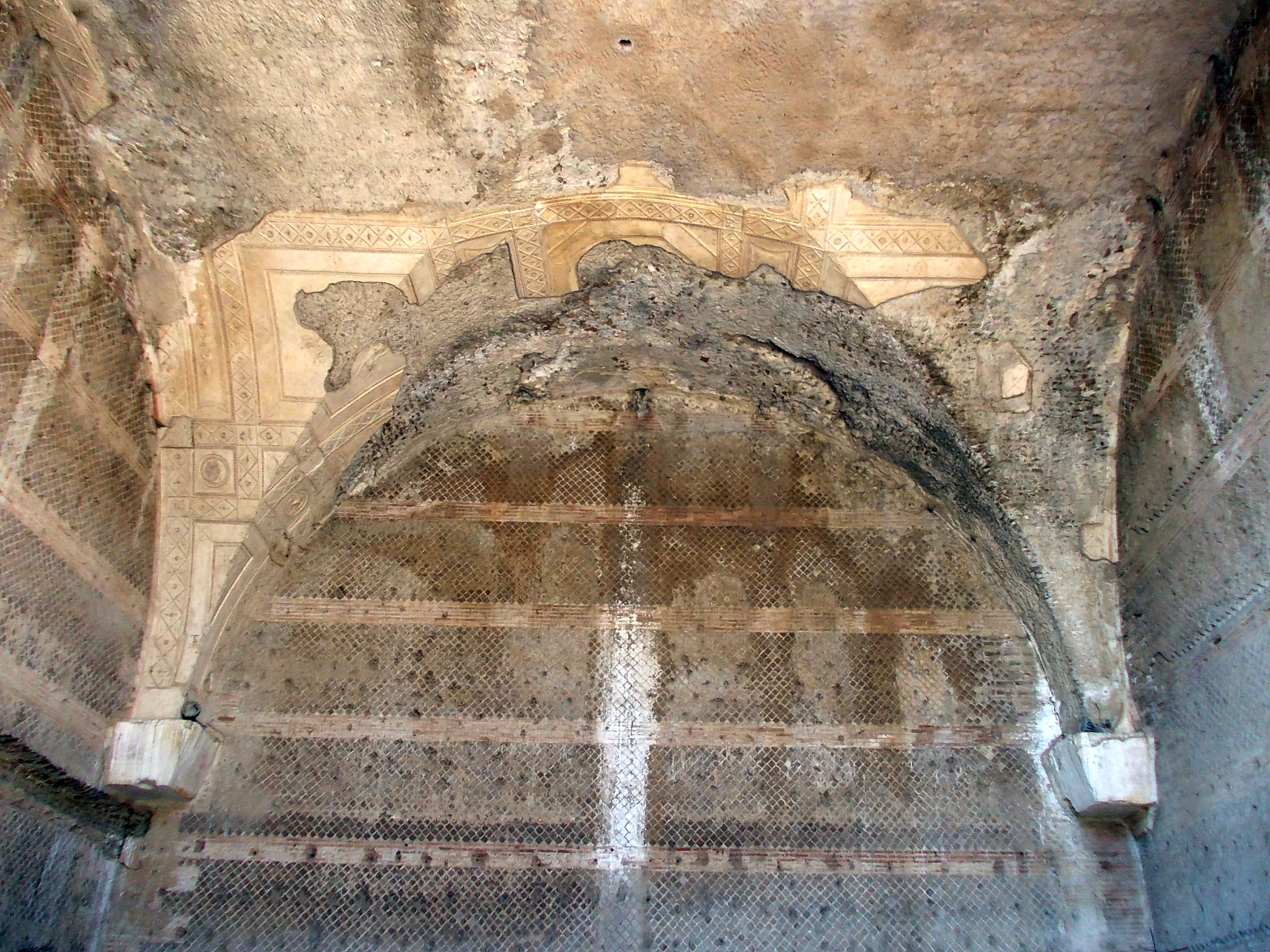
Termas de Villa Adriana en Tívoli (Italia)

El albárium o álbum opus es el nombre dado por Vitrubio a una especie de estuco utilizado por los romanos, hecho con polvo de mármol blanco y cal, que admitía buen pulimento. Con él se guarnecía el interior de las casas, se moldeaban los bajorrelieves y otros adornos arquitectónicos, y se figuraban las columnas de mármol.
En varios monumentos antiguos se han encontrado restos de este estuco que, bien pulimentado, imitaba bastante al mármol blanco, según autores de la época.